# Jim Jannard
 (mai 2018).
Jim Jannard (né James Jannard en 1949) est un designer et homme d’affaires américain. Il est le fondateur de Oakley, marque de lunettes, et de RED Digital Cinema, fabricant de caméras de cinéma.